# Artykuł (prawo)
Artykuł – jednostka redakcyjna (w języku potocznym określana jako „fragment”) tekstu zawierającego przepisy prawne, np. ustawy, umowy, regulaminu.
Zgodnie z zasadami techniki prawodawczej, artykuł jest podstawową jednostką redakcyjną ustawy. Każdą samodzielną myśl ujmuje się w odrębny artykuł. Artykuł powinien być w miarę możliwości jednozdaniowy. Jeżeli samodzielną myśl wyraża zespół zdań, dokonuje się wówczas podziału artykułu na ustępy. W ustawie określanej jako kodeks ustępy oznacza się paragrafami (§). W obrębie artykułu zawierającego wyliczenie wyróżnia się dwie części: wprowadzenie do wyliczenia oraz punkty. Wyliczenie może kończyć się częścią wspólną, odnoszącą się do wszystkich punktów. Artykuł w treści samego aktu normatywnego oznaczany jest skrótem „art.” i cyfrą arabską z kropką, z zachowaniem ciągłości numeracji artykułów w obrębie całej ustawy, natomiast przy powoływaniu się na jakiś przepis należy użyć skrótu „art.” bez względu na liczbę i przypadek oraz cyfry arabskiej bez kropki. W ustawie wprowadzającej ustawę określaną jako kodeks numer artykułu można oznaczyć cyfrą rzymską.